# Chasan Chalmoerzajev
Chasan Magometovitsj Chalmoerzajev (Russisch: Хасан Магометович Халмурзаев) (Nazran, 9 oktober 1993) is een Russisch judoka. Chalmoerzajev won op de Olympische Zomerspelen van 2016 de gouden medaille in de gewichtsklasse tot 81 kg.
Zijn tweelingbroer Choesejn is ook judoka.

## Erelijst
- 2010:  Olympische Jeugdzomerspelen, Singapore (– 81 kg)
- 2014:  Russische kampioenschappen, Chanty-Mansiejsk (– 81 kg)
- 2015:  Zomeruniversiade, Gwangju (– 81 kg)
- 2016:  Europese kampioenschappen, Kazan (– 81 kg)
- 2016:  Olympische Zomerspelen, Rio de Janeiro (– 81 kg)
- 2017  Wereldkampioenschappen, Boedapest (– 81 kg)

1972: Toyokazu Nomura ·
1976: Vladimir Nevzorov ·
1980: Sjota Chabareli ·
1984: Frank Wieneke ·
1988: Waldemar Legień ·
1992: Hidehiko Yoshida ·
1996: Djamel Bouras ·
2000: Makoto Takimoto ·
2004: Ilias Iliadis ·
2008: Ole Bischof · 
2012: Kim Jae-bum · 
2016: Chasan Chalmoerzajev · 
2020: Takanori Nagase · 
2024: Takanori Nagase